# Radio 538
Radio 538 (prononcé en néerlandais : radio-vijf-drie-acht, \ɾadio vɛi ̯f dɾi aχt\) est une station de radio privée néerlandaise basée à Hilversum, créée en 1992 et appartenant au groupe Talpa Network, auquel appartient également Sky Radio, Radio 10 et Radio Veronica.
Sa programmation musicale est généralement composée de chansons actuelles pouvant provenir du Nederlandse Top 40, hit-parade qui était diffusé sur Radio 538 de 1993 à 2018, mélangeant la musique pop, dance, RnB contemporain et rock. La station peut être comparée avec NRJ en France.
Radio 538 est une des stations de radio néerlandaises les plus écoutées. En août 2018, elle est la première station de radio écoutée avec une part de marché de 11,5 %.

## Identité visuelle

### Logotype

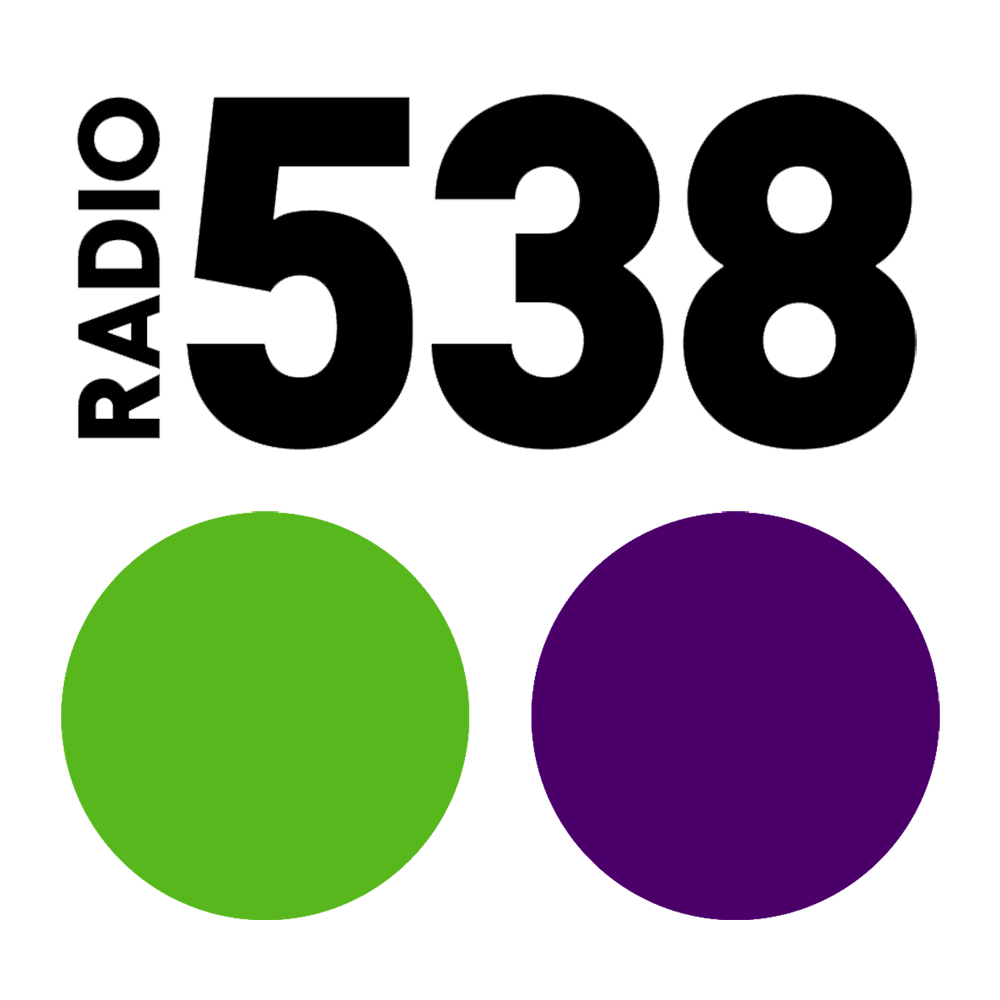
Logo de Radio 538 du 14 juin 2004 au 3 septembre 2012.
Logo de Radio 538 (538 de 2012 à 2013) du 3 septembre 2012 au 12 mai 2014.
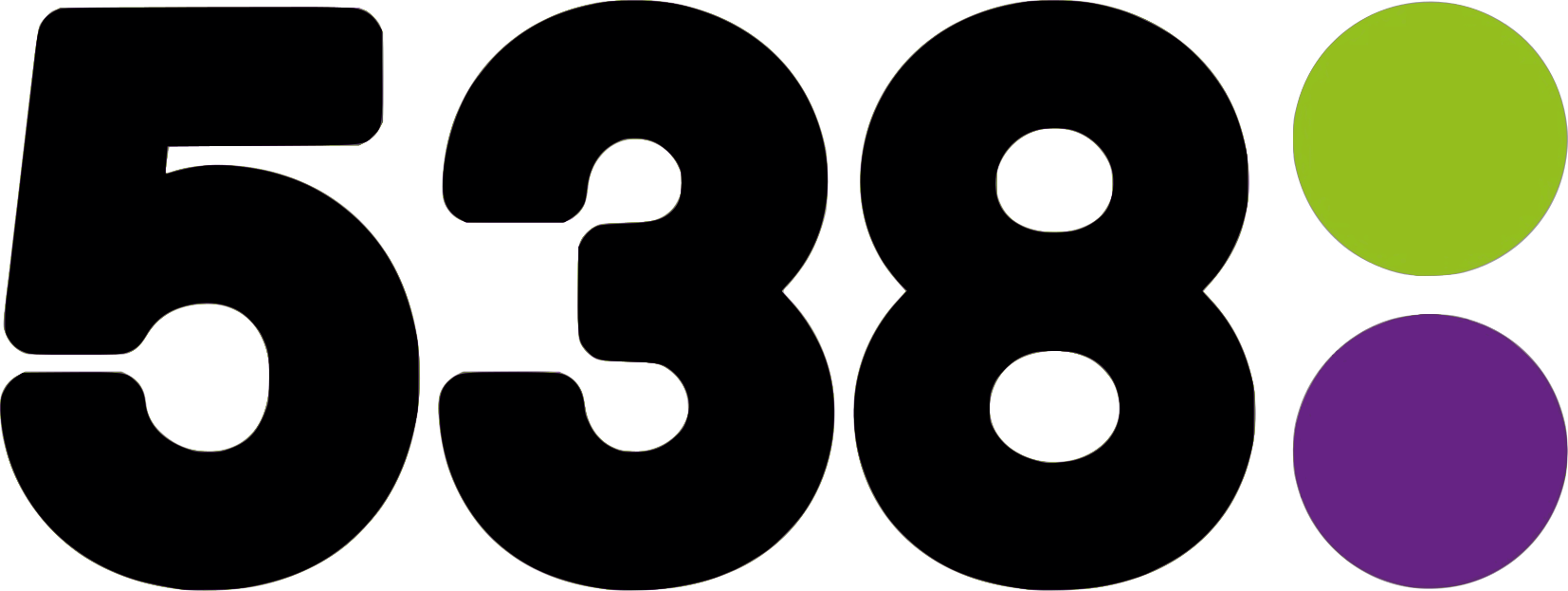
Logo de Radio 538 depuis le 12 mai 2014.
Logo alternatif de Radio 538 depuis le 12 mai 2014.

## Diffusion
Radio 538 peut être capté, sur la bande FM, à l'échelle nationale des Pays-Bas et près de la frontière néerlandaise en Belgique et en Allemagne. Radio 538 est également diffusé en radiodiffusion numérique (DAB+) et en flux sur Internet.

Par modulation de fréquence :
102.1 MHz (Almere/Alphen aan de Rijn/Amersfoort/Enkhuizen/Gouda/Haarlem/Hengelo/Leiden/Hilversum/Lelystad)
102.2 MHz (Groningen)
102.3 MHz (Den Bosch/Eindhoven/Purmerend/Roermond)
102.4 MHz (Amsterdam/Arnhem/Ede/Goes/Terneuzen)
102.5 MHz (Drachten/Heerenven/Leeuwarden/Sneek/Tilburg/Utrecht)
102.6 MHz (Enschede/Hengelo/Nijmegen)
102.7 MHz (Breda/Delft/Den Haag/Dordrecht/Emmen/Rotterdam)